# Edelsitz Walding

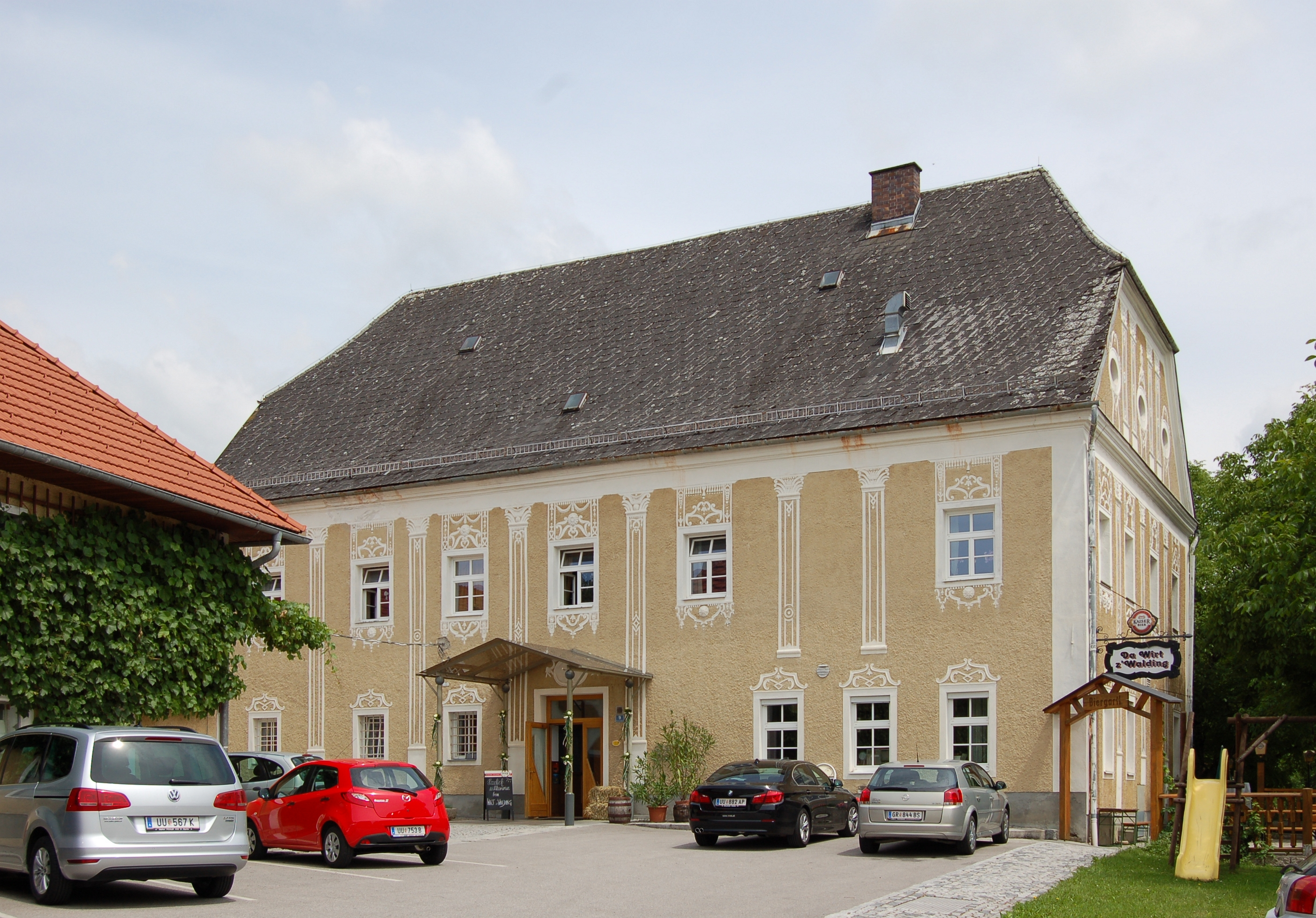
Edelsitz Walding, heute „Wirt z’Walding“

Der Edelsitz Walding befand sich in der gleichnamigen Gemeinde im Bezirk Urfahr-Umgebung des Landes Oberösterreich (heute Raiffeisenplatz 9).
1317 wird „Walting“ genannt. 1487 wird ein „Edel Michel der Haberstorffer zu Walding“ erwähnt. 1602 ist Walding als befreiter Edelmannssitz der Herrschaft Ottensheim zugeordnet. Der Edelsitz ist in dem jetzigen Gasthaus Bergmayr Christian (Wirt z’ Walding) aufgegangen.